# Maria Radu (atletă)

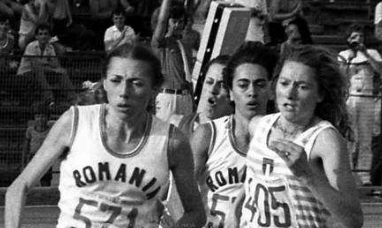
Doina Melinte, Maria Radu și Gabriella Dorio la Universiada din 1981

Maria Radu (Irimescu după căsătorie, n. 25 mai 1959, Craiova, România) este o fostă alergătoare română.

## Carieră
Craioveanca s-a apucat de atletism în clasa a VI-a. Prima ei performanță notabilă a fost locul 17 la Campionatul European de Juniori din 1977. La Universiada din 1981, pe Stadionul „23 August” din București, a obținut medalia de bronz la 3000 m.
La Campionatul European în sală din 1983 de la Budapesta ea a cucerit medalia de argint la 1500 m. La Campionatul Mondial de Cros a ocupat locul 5 cu echipa României, compusă din Fița Lovin, Doina Melinte, Maria Radu și Adriana Mustață. În vara anului 1983 Radu a câștigat la Universiada de la Edmonton medalia de aur în proba de 3000 m și bronzul la 1500 m. Tot în acel an a parcipat la Campionatul Mondial de la Helsinki unde s-a clasat pe locul 12.
La Campionatul European în sală din 1984 de la Göteborg atleta s-a clasat pe locul 7. Apoi s-a retras din activitatea sportivă, căsătorindu-se cu fotbalistul Mircea Irimescu.
În 2004 ea a primit Medalia „Meritul Sportiv” clasa I.

## Realizări
| An   | Competiție                            | Locație                   | Loc | Eveniment | Note    |
| ---- | ------------------------------------- | ------------------------- | --- | --------- | ------- |
| 1977 | Campionatul European de Juniori (U20) | Donețk, Uniunea Sovietică | 17  | 1500 m    | 4:24,6  |
| 1981 | Universiada                           | București, România        | 5   | 1500 m    | 4:10,28 |
| 1981 | Universiada                           | București, România        | 3   | 3000 m    | 8:58,58 |
| 1983 | Campionatul European în sală          | Budapesta, Ungaria        | 2   | 1500 m    | 4:17,16 |
| 1983 | Campionatul Mondial de Cros           | Gateshead, Marea Britanie | 36  | 4,072 km  | 14:36   |
| 1983 | Campionatul Mondial de Cros           | Gateshead, Marea Britanie | 5   | echipe    | 14:36   |
| 1983 | Universiada                           | Edmonton, Canada          | 3   | 1500 m    | 4:08,41 |
| 1983 | Universiada                           | Edmonton, Canada          | 1   | 3000 m    | 9:04,32 |
| 1983 | Campionatul Mondial                   | Helsinki, Finlanda        | 12  | 1500 m    | 4:19,03 |
| 1983 | Campionatul Mondial                   | Helsinki, Finlanda        | 26  | 3000 m    | 9:30,37 |
| 1984 | Campionatul European în sală          | Göteborg, Suedia          | 7   | 1500 m    | 4:20,84 |

## Recorduri personale
| Probă          | Performanță | Dată              | Locație   |
| -------------- | ----------- | ----------------- | --------- |
| 1500 m         | 4:00,62     | 4 iunie 1983      | București |
| 3000 m         | 9:07,14     | 21 august 1983    | Praha     |
| 800 m în sală  | 2:01,98     | 19 februarie 1983 | Budapesta |
| 1500 m în sală | 4:11,9      | 10 februarie 1982 | Budapesta |